# Здание Коммерческого училища (Санкт-Петербург)
Здание Коммерческого училища — памятник архитектуры. Расположен в Санкт-Петербурге, современный адрес дома — улица Ломоносова, 9.

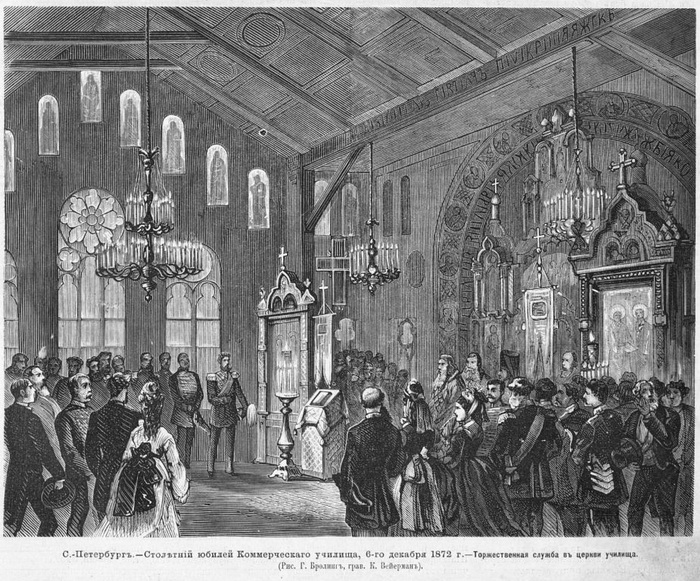
Торжественная служба в церкви училища, 1872 год

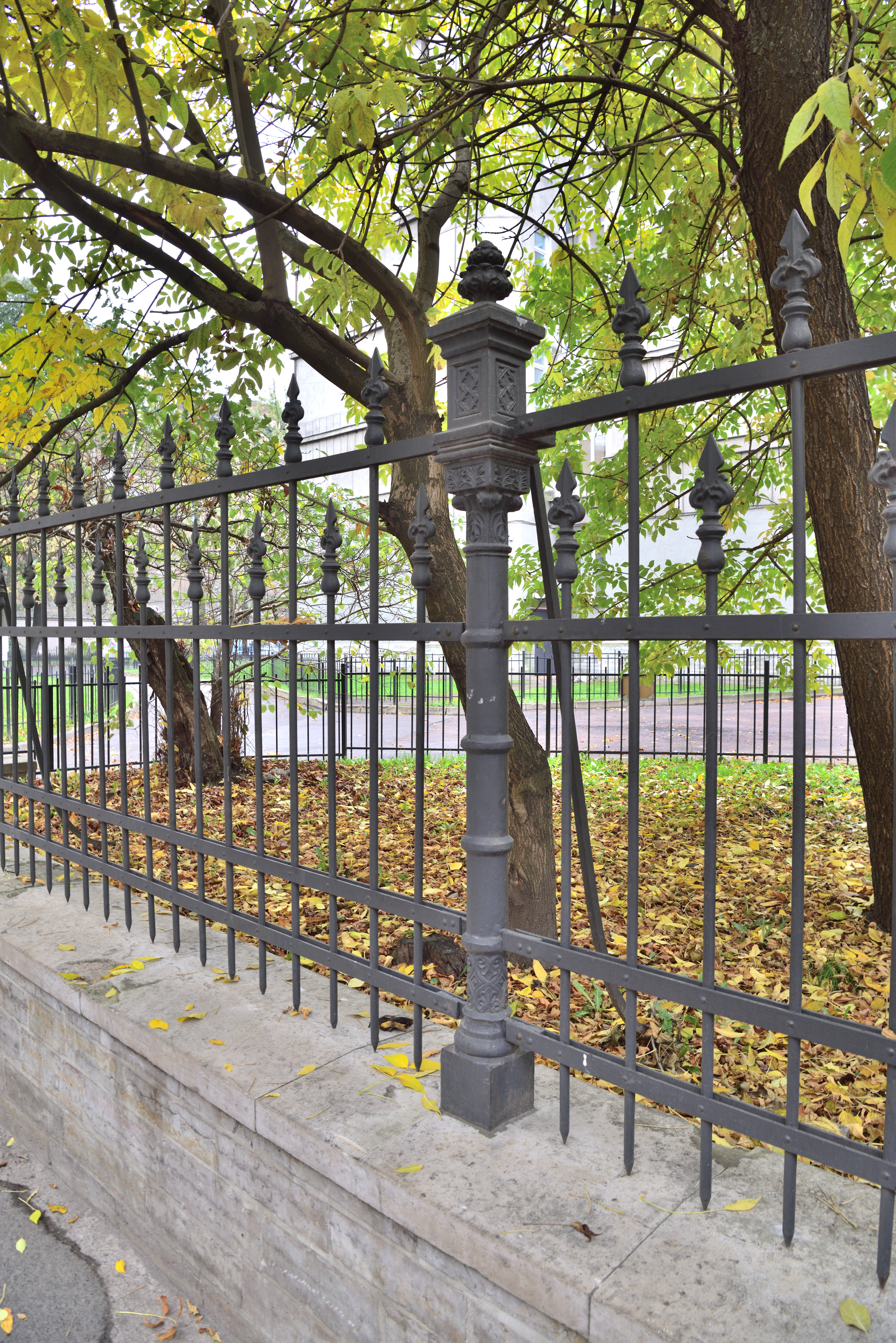
Ограда здания

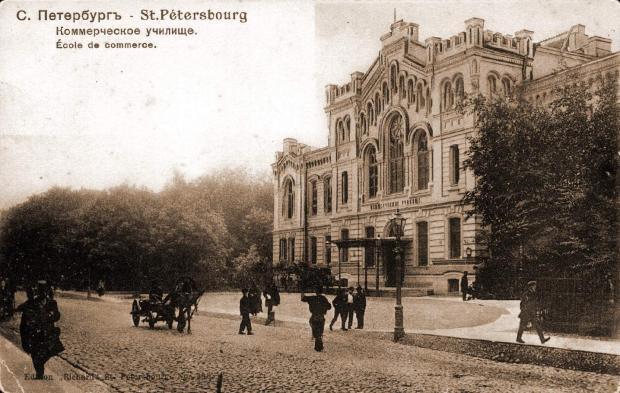
Здание до 1918 года

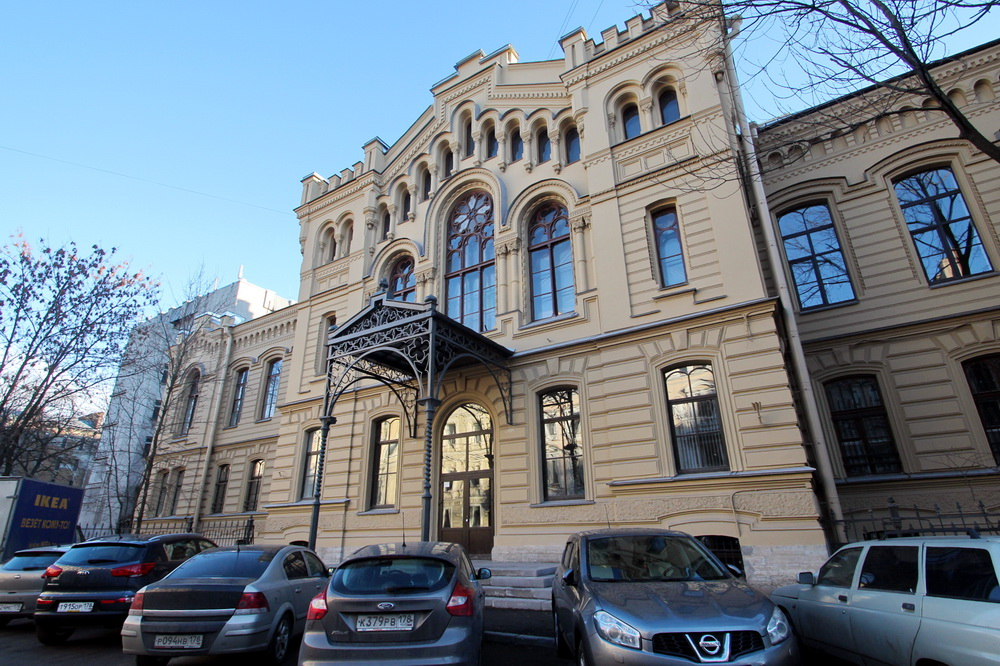
Современное крыльцо по изначальному проекту

Изначально училище размещалось в здании на углу улицы Ломоносова и Загородного проспекта, в связи с необходимостью расширения в 1866 году был объявлен конкурс на новый проект. Здание должно было вмещать 400 воспитанников, его было решено построить «на месте деревянных строений и очень старых деревьев». Пять предоставленных вариантов не удовлетворили комиссию, и 28 апреля 1869 года Главный строительный комитет при Четвёртом отделении Императорской канцеляции поручил подготовить проект М. А. Макарову под руководством А. Х. Пеля. Одобренный проект подразумевал отступ от красной линии на линию предполагаемого расширения переулка. В июле было начато «вырытие земли», фундамент на месте, приходившемся на ранее засыпанный пруд, был углублён, был спроектирован новый сад; также проект включал перенос из старого в новое здание домовой церкви училища и железную ограду перед зданием. Сметная стоимость проекта составила 240 тысяч рублей, из них из собственных средств 150 тысяч внёс Александр II, значительную часть оставшихся пожертвований сделали члены совета, включая Л. А. Штиглица.
В октябре 1869 года вчерновую было построено здание с четырьмя павильонами, к 1871 году строительство было завершено. У здания было 2-3 этажа, оно было оформлено в стиле эклектики. На втором этаже в центральной части были арочные окна с отголосками романского стиля — с восьмилистной розой, ступенчатыми завершениями щипцов. Церковный зал был сделан двусветным, окна второго света были решены в форме ползучих арок, разделённых трёхчетвертными небольшими колоннами. Фасады завершал профилированный карниз с фризом, подражающим машикулям, и дентикулами. У входа был сделан пандус, ограждение шло полукругом от выступа здания до линии ограды. Газета «Голос» подчёркивала, что до появления этого здания для переулка были характерны сплошные деревянные заборы, а появление не закрывающей вид на здание решётки придало ему новый вид.
По эскизам Макарова скульптуру выполнил Малков, а лепнину Малышев.
От главного входа начинался широкий вестибюль под сводами и «шестиаршинный» коридор, к которому примыкали учебные помещения. На первом этаже находились зал отдыха и столовая, на втором — актовый зал, церковь и музей. Церковь была украшена в византийском стиле, потолок был не расписан, сделан по деревянным стропилам с подкосами и сплошной обшивкой скатов. Её освящение (и освящение здания) митрополитом Исидором состоялось 31 августа 1871 года в присутствии П. Г. Ольденбургского. Хотя Художественная комиссия памятников искусства и старины в 1918 году пыталась препятствовать закрытию церкви из-за её художественно-исторического значения, церковь всё же была закрыта и ликвидирована в 1924 году, помещение было отдано под клуб. Её конструктивные элементы, такие, как потолок, дверные и оконные заполнения, окна второго света сохранились, росписи стен и иконостас утрачены.
Двери в зал и окно-роза украшены травлёными стёклами. Известно, что во время освящения церкви в окнах здания были фигуративные витражи с изображениями Христа и двенадцати апостолов.
Для перекрытий были использованы железные балки, завод Сан-Галли выполнил заказ на парные чугунные колонны для поддержания этих балок.
В 1873 году по проекту Е. И. Витергальтера к зданию пристроили корпус для лазарета. В 1878—1881 годах здание ремонтировал Н. Ф. Беккер. В 1907 году по проекту А. И. Богданова был построен отдельный двухэтажный корпус.
С 1931 года в здании находился Ленинградский технологический институт холодильной промышленности. В том же году здание со стороны двора было надстроено двумя этажами. Во время блокады Ленинграда в здание были прямые попадания снарядов и зажигательных бомб, работы по восстановлению были начаты с 1944 года. В 1960-е годы были реконструированы трёх- и четырёхэтажные флигели, в 1970-е годы был разобран металлический зонтик на витых колонках над парадным входом, в 1974 году построен пятиэтажный корпус, в 1979 году началось строительство ещё одного 2-5тиэтажного корпуса, соединённого с главным зданием переходом (архитектор В. С. Маслов). В 2016 году здание получило новое крыльцо, сделанное по ранее нереализованному проекту Макарова. При проведении ремонтных работ в 2019 году в одном из пятиэтажных корпусов обрушились перекрытия. В 2024 году был утверждён проект реставрации и приспособления для современного использования с сохранением исторических объёмно-пространственных решений.